# تشيهيرو أمانو
تشيهيرو أمانو (باليابانية: 天野千尋) هي كاتبة سيناريو ومخرجة يابانية، ولدت في 30 يوليو 1982 في آيتشي في اليابان.

## وصلات خارجية
- تشيهيرو أمانو على موقع IMDb (الإنجليزية)
- تشيهيرو أمانو على موقع كينوبويسك (الروسية)